# المسحة البلعومية الأنفية
المسحة البلعومية الأنفية (بالإنجليزية: Nasopharyngeal swab)‏، وتشبه طريقة الشفط الأنفي البلعومي، هي طريقة لجمع عينة من الجزء الخلفي من الأنف والحنجرة. المسحات الأنفية البلعومية عبارة عن أعواد ضيقة مصنوعة من قضيب بلاستيكي قصير مغطى بغطاء واحد ذو مواد ممتزة مثل القطن أو البوليستر أو النايلون المتجمع. يتم استخدامها لتشخيص السعال الديكي وكذلك عدد من الالتهابات الفيروسية الأخرى. لجمع العينة، يتم إدخالها في فتحة الأنف ويتم الاحتفاظ بها في مكانها لعدة ثوانٍ لامتصاص الإفرازات، ثم توضع في وسائط نقل فيروسية معقمة، والتي تحافظ على العينة للتحليل اللاحق.

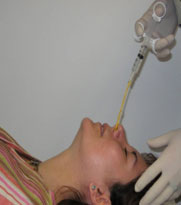
الشفط البلعوم الأنفي
- فيديو- جمع مَسحة مِن البلعوم الأنفي
- جمع شفط بلعومي أنفي